# Игжей
Игжей — село в Усть-Удинском районе Иркутской области. Административный центр и единственный населённый пункт Игжейского муниципального образования.

## География
Село находится на берегу реки Ангара, на расстоянии 18 км к юго-востоку от посёлка Усть-Уда, административного центра района.

## Население
| 2002 | 2010 | 2011 | 2012 | 2013 | 2014 | 2015 |
| ---- | ---- | ---- | ---- | ---- | ---- | ---- |
| 818  | ↘601 | ↘598 | ↗604 | ↘588 | ↗593 | ↗603 |
| 2016 | 2017 |      |      |      |      |      |
| ↘602 | ↘593 |      |      |      |      |      |

## Улицы
| - ул. Гагарина, - ул. Гоголя, - ул. Дорожная, - ул. Кольцевая, - ул. Мира, | - ул. Набережная, - ул. Некрасова, - ул. Новая, - ул. Островского, - ул. Пушкина, | - ул. Северная, - ул. Трактовая, - ул. Школьная, - ул. Южная. |